# Phyllachora woodiana
Phyllachora woodiana är en svampart som beskrevs av Doidge 1942. Phyllachora woodiana ingår i släktet Phyllachora och familjen Phyllachoraceae.   Inga underarter finns listade i Catalogue of Life.